# Улица Профессора Балинского
Улица Профессора Балинского (укр. Вулиця Професора Балінського) — улица в Голосеевском районе города Киева, исторически сложившаяся местность жилой массив Теремки (Теремки-II). Пролегает от улицы Самойло Кошки при примыкании улицы Юлии Здановской до улицы Героев Мариуполя.
Нет примыкающих улиц.

## История
Новая улица возникла в 1960-е годы. 
26 февраля 1961 года Новая улица в Московском районе была переименована на улица Академика Костычева — в честь российского и советского физиолога Сергея Павловича Костычева, согласно Решению исполнительного комитета Киевского городского Совета депутатов трудящихся № 146 «Про упорядочивание наименований и переименований улиц и площадей г. Киева» («Про впорядкування найменувань та перейменувань вулиць і площ м. Києва»). 
До 2012 года застройка улицы (непарная сторона начала) была представлена одно-двухэтажными корпусами и домами Института садоводства. Затем застройка была снесена, в связи со строительством многоэтажного жилого комплекса на по улице Маршала Конева между улицами Академика Костычева и Академика Вильямса. Дома ЖК «Венеция» введены в эксплуатацию в 2014-2017 годы.  
В процессе дерусификации городских объектов, 27 октября 2022 года улица получила современное название — в честь украинского и южноафриканского зоолога и энтомолога, уроженца Киева Бориса Ивановича Балинского.

## Застройка
Улица пролегает в юго-западном направлении параллельно улице Степана Рудницкого (Академика Вильямса). Пересекает реку Нивка, на которой здесь создан каскад прудов. Улица при пересечении через реку закрыта для движения автотранспорта — пешеходная зона; изначально была открыта для движения автотранспорта и связывала улицу Ломоносова с улицей Маршала Якубовского. 
Парная и непарная стороны улицы заняты многоэтажной жилой застройкой и учреждениями обслуживания, но относятся к улицам Героев Мариуполя и Самойло Кошки. 